# Tacco de Porto Rico
Coccyzus vieilloti
Espèce
Statut de conservation UICN

 LC  : Préoccupation mineure
Synonymes
- Saurothera vieilloti
- Saurothera vielloti

Le Tacco de Porto Rico ou Tacco de Vieillot   (Coccyzus vieilloti) est une espèce d'oiseaux de la famille des Cuculidae, endémique de la Porto Rico.
Jusqu'en 2006, il était classé dans le genre Saurothera qui a été supprimé par l'AOU et dont les quatre espèces ont été intégrées au genre Coccyzus.
C'est une espèce monotypique (non subdivisée en sous-espèces). Le nom binominal de l'espèce rend hommage à l'ornithologue français Louis Jean Pierre Vieillot